# Rakit
Pulau Rakit est une petite île située dans la baie de Saleh, au nord de l'île de Sumbawa. Sa longueur est de 10 km. Elle appartient administrativement à Sumbawa, dans la province des petites îles de la Sonde occidentales en Indonésie. Cette île sert de terrain de pâture pour les poneys et le bétail local. 